# Калипсовые
Калипсовые (лат. Calypsoeae) — триба однодольных растений подсемейства Эпидендровые (Epidendroideae) семейства Орхидные (Orchidaceae).

## Описание
Наземные, преимущественно, клубнелуковичные или корневищные растения. Образуют микоризу. Представители широко встречаются в Европе, Северной Азии и Северной Америки, в тропической Центральной Америке и Карибских островах, Бразилии и Аргентине. Калипсовые отсутствуют в Африке, Австралии и на островах Ост-Индии и Тихого океана.

## Роды
В состав трибы включают 13 родов и около 60 видов. Крупнейшим родом является Говения, включающая около 30 видов:
- Aplectrum Nutt. — Аплектрум
- Calypso Salisb. — Калипсо typus
- Changnienia S.S.Chien — Чанньиения
- Corallorhiza Gagnebin — Ладьян
- Cremastra Lindl — Кремастра
- Dactylostalix Rchb.f. — Дактилосталикс
- Danxiaorchis J.W.Zhai et all.
- Ephippianthus Rchb.f
- Govenia Lindl. — Говения
- Oreorchis Lindl. — Горноятрышник, или Ореорхис
- Tipularia Nutt. — Типулария
- Wullschlaegelia Rchb.f. — Вулшлегелия
- Yoania Maxim. — Йоания